# Valga
Valga és un municipi de la província de Pontevedra a Galícia. Pertany a la Comarca de Caldas. Limita al nord amb Dodro, Pontecesures i Padrón; Catoira i Caldas de Reis al sud; Cuntis i A Estrada a l'est i Rianxo i Dodro a l'oest.

## Parròquies
- Campaña (Santa Cristina)
- Cordeiro (Santa Comba)
- Setecoros (San Salvador)
- Valga (San Miguel)
- Xanza (Santa María)

## Valguesos cèlebres
- Xesús Ferro Couselo, historiador i investigador gallec (1906-1975).
- La Bella Otero, ballarina i actriu de la Belle Époque

## Ciutats agermanades
- Tvrdošín, Eslovàquia